# 法兰西地区博讷伊
法兰西地区博讷伊（法語：Bonneuil-en-France，法語發音：[bɔnœj ɑ̃ fʁɑ̃s] ⓘ）是法国法兰西岛大区瓦茲河谷省的一个市镇，属于萨塞勒区。

## 地理
法兰西地区博讷伊（48°58'28"N, 2°25'57"E）面积4.71 平方千米，位于法国法蘭西島大區瓦兹河谷省，该省份为法国北部内陆省份，北起瓦兹省，西接厄尔省，南至塞纳-圣但尼省、上塞纳省和伊夫林省，东临塞纳-马恩省。
与法兰西地区博讷伊接壤的市镇（或旧市镇、城区）包括：戈内斯、勒布朗梅尼勒、迪尼、阿努维尔、加尔日莱戈内斯。

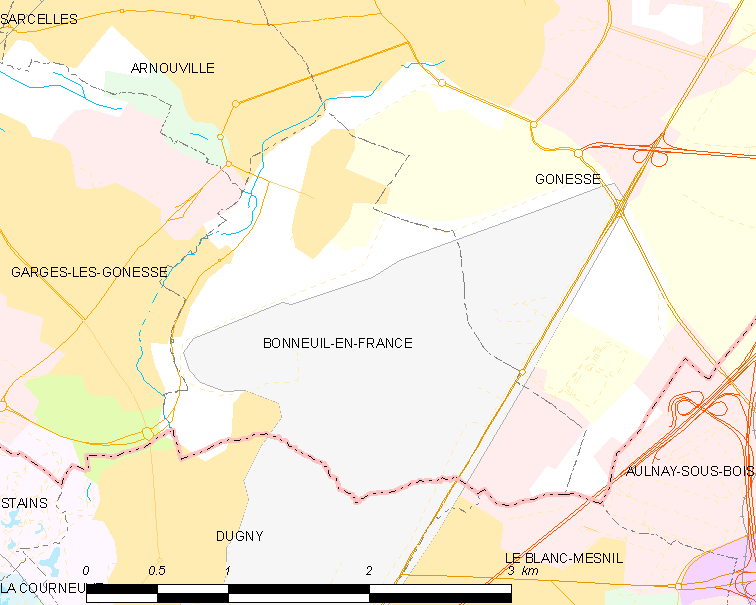
法兰西地区博讷伊的OSM定位图

法兰西地区博讷伊的时区为UTC+01:00、UTC+02:00（夏令时）。

## 行政
法兰西地区博讷伊的邮政编码为95500，INSEE市镇编码为95088。

## 政治
法兰西地区博讷伊所属的省级选区为维利耶勒贝勒县。

## 人口

1962-2008年间法兰西地区博讷伊人口变化图示

法兰西地区博讷伊于2022年1月1日时的人口数量为1179人。